# Markenbewusstsein
Markenbewusstsein bezeichnet das subjektive Bevorzugen von Markenprodukten durch den Konsumenten gegenüber markenlosen Waren.
Mit dem Erwerb eines Markenartikels kauft der Kunde nicht nur einen Gebrauchs- oder Verbrauchsgegenstand, sondern zusätzlich einen ideellen Gegenstand, nämlich ein Versprechen, das an die Markierung (Marke) der Ware geknüpft ist, ein Versprechen bezüglich der Eigenschaften des Produktes. Diese Markeneigenschaften werben um die Sympathie oder sogar um die Solidarität und Identifikation des Kunden. Erscheint das Versprechen dem Kunden als relevant für seine Kaufentscheidung und nach ersten eigenen Erfahrungen als nicht nur leeres Versprechen, kann tatsächlich Sympathie entstehen. Daraus entwickelt sich oft eine große Markentreue und ein ausgeprägtes Markenbewusstsein des Kunden.
Markenbewusstsein tritt in sehr unterschiedlicher Art und Weise in Erscheinung, sowohl was den Grad als auch was die Art der Ausprägung betrifft. Es kann sich außer in Markentreue auch in Markenvertrauen, Identifikation mit der Marke, in Verehrung der Marke, in Sammelleidenschaft usw. äußern.  In gesteigerter bzw. übersteigerter Form kann das zu Phänomenen wie Markenfans und Warenfetischismus führen, im Extremfall mit suchtartigem Charakter.
Im Bereich der Kleidung ist Markenbewusstsein oft besonders ausgeprägt in sehr unterschiedlichen Formen. Hier wird auch die Problematik von Markenbewusstsein, besonders unter Jugendlichen immer wieder besonders stark thematisiert. In diesem Zusammenhang ist auch immer wieder von Markenterror die Rede, damit ist ein gesellschaftlicher Erwartungsdruck auf den einzelnen z. B. in Schulklassen gemeint, der bis zum Psychoterror reichen kann. Deswegen wird z. T. sogar die Einführung von Schuluniformen vorgeschlagen. Das hier problematisierte Markenbewusstsein ist in der Regel eine spezielle Art, nämlich Marken als Prestigeobjekt zu tragen und sich damit vor anderen zu profilieren (Imponierverhalten), entweder indem man einen hohen allgemeinen Mindeststandard bezüglich des Preisniveaus erwartet („mithalten wollen“), indem man mit extrem teuren Designer-Stücken untereinander Wettbewerb betreibt („sich überbieten wollen“) oder indem bekannte Marken-Logos demonstrativ zur Schau gestellt werden.

## Qualitätsmarken und Billigmarken
Viele Marken stehen für ein Versprechen bezüglich gleich bleibend hoher Qualität der entsprechenden Produkte. Der Kunde, der die Erfahrung gemacht hat, dass man sich auf dieses Versprechen verlassen kann, wird von der Überprüfung der Qualität bei jedem neuen Einkauf entlastet. Manche Marken, insbesondere Handelsmarken stehen auch für ein Versprechen hinsichtlich des günstigen Preises. Der Kunde, der mehrfach die Erfahrung gemacht hat, vergleichbare Produkte anderer Marken selten preiswerter zu erhalten, entwickelt auch hier ein Vertrauen zu der Marke. In beiden Fällen entwickelt der Kunde nicht selten eine große Markentreue.

## Imagemarken
Jede Marke erzeugt einen Ruf, ein Bild, eine Vorstellung (ein Image) bzgl. der mit ihr verbundenen Eigenschaften. Häufig bezieht sich dieses Image auf die Qualitäten des Produkts bzgl. Verarbeitung, Haltbarkeit, Materialwahl, Pflegeleichtigkeit etc.
Häufig wird allerdings ganz bewusst ein Image als eine Art Aura um das Produkt erzeugt, die nicht am unmittelbaren Produkt selbst ablesbar ist, deren Glaubwürdigkeit daher mehr vom Vertrauen des Kunden abhängt. Diese Images betreffen oft Eigenschaften des Hersteller- oder Handelsbetriebs, wie Ökologiebewusstsein, soziales Engagement, eine bestimmte Unternehmenskultur oder ein Engagement für eine bestimmte Art von Kultur oder Subkultur bzw. das Propagieren eines Lebensstils und der engagierte Einsatz dafür. Diese Werte werden über Werbung und Unternehmenskommunikation versucht glaubwürdig zu vermitteln. Mit linguistischen Methoden kann untersucht werden wie erfolgreich solche Kommunikationsmaßnahmen sind, da sich in der alltagssprachlichen Verwendung von Markennamen teilweise andere Bedeutungen konstituieren als von den Markenproduzenten intendiert wird. Das tatsächliche Image von bestimmten Marken ist daher auch von den Markenproduktverwendern und nicht nur von den Markenproduzenten abhängig.
Unternehmen, die sog. Lifestyle-Produkte anbieten, versuchen ihre Produkte so zu gestalten, dass sie auch von ihrer Formgebung her ein Ausdruck des Lebensgefühls der anvisierten Zielgruppe sind. Die Marken stehen für ein bestimmtes Lebensgefühl, das durch das Unternehmen gefördert oder initiiert wird. Die Marke entwirft und propagiert als Kern ihrer Markenidentität ein bestimmtes Lebensgefühl. Je größer die Schnittmenge mit dem tatsächlichen oder angestrebten Lebensgefühl des Kunden ist und je attraktiver und glaubwürdiger es dem Kunden erscheint, desto größer ist die Identifikation mit dem Entwurf dieser Marke. Authentizität und Credibility sind dabei hohe Werte.
Besonders bei Lebensstilen subkultureller Gruppen legt der subkulturelle Kunde häufig sehr viel Wert darauf, dass die „Sache der Szene“ (Ziele, Ideale etc.) dem Anbieter tatsächlich ein Herzensanliegen ist.  Marken, für die das zutrifft, präsentieren in ihrer Selbstdarstellung den Geist der jeweiligen Szene, d. h. das Lebensgefühl, die Inhalte und die ästhetischen Ausdrucksformen dieser Szene. Als besonders glaubwürdig gelten dann oft solche Marken, die die Ideale der eigenen Szene über den eigenen Profit stellen (und nur mäßigen wirtschaftlichen Erfolg haben). Markenprodukte solcher Anbieter können sich zu Szeneklassikern und Kultobjekten entwickeln.
Andererseits gibt es Produkte bestimmter Hersteller, die von sich aus eine solche Faszination ausüben und sich durch deutliche Alleinstellungsmerkmale von anderen Anbietern unterscheiden, so dass sich ohne Zutun des Unternehmens ein regelrechter Kult um sie entwickelt und sie zu Kult- und Sammelobjekten werden und ein eigenes Lebensgefühl erzeugen, ohne dass das Unternehmen das ursprünglich intendierte (Beispiel Harley-Davidson). Das trifft insbesondere auf Produkte zu, die für eine bestimmte Szene unverzichtbar sind (Beispiel: Snowboards, Motorräder, …).

## Prestigemarken
In Bevölkerungskreisen, die ihren Status in der Gesellschaft (oder sogar ihren persönlichen Wert) über ihren materiellen Wohlstand und ihren wirtschaftlichen Erfolg definieren, können Marken, insbesondere teure Marken zu Statussymbolen und Prestigeobjekten werden. Teure Marken sind geeignet, den eigenen wirtschaftlichen Erfolg sowie einen luxuriösen Lebensstil, oder zumindest die Illusion davon, vor sich und anderen zu zelebrieren.
Während es in bestimmten Bevölkerungskreisen regelrecht tabu ist, mit materiellen Werten zu prahlen und zu protzen, wird in anderen Milieus das Imponieren geradezu inszeniert und zum Sport gemacht: das Sich-Aufmotzen (Pimping) und das genussvolle Posieren (Posing) mit teuren Luxusartikeln teurer Marken, auf die zum Teil mit auffälligen Markenlogos verwiesen wird. Diese Tendenz ist gerade im Bereich von Kleidung zu beobachten.
Dahinter steckt sicherlich oft auch der Respekt vor den Menschen, die es „geschafft haben“ (…, wirtschaftlich erfolgreich zu sein), sowie die Faszination vor ihrem Lebensstil durch die Menschen, die es noch „nicht geschafft haben“.
Ein Beispiel dafür sind Teile der Hip-Hop-Kultur. Im HipHop wird aus vielem ein Wettbewerb, ein „Battle“ gemacht, so auch z. T. um das prestigeträchtigste Outfit. Andere HipHopper lehnen das aber strikt ab und sprechen vom Ausverkauf der Szene.
Manchmal hat das demonstrative Zur-Schau-Stellen von Marken aber sicherlich auch romantischere Gründe: dahinter kann auch die Sehnsucht stecken, der eigenen armseligen Welt zu entfliehen – in eine glamourösere, vermeintlicher bessere Welt ohne materielle Sorgen, indem man in Versatzstücken aus der Welt der Schönen und Reichen schwelgt und sich selbst vermeintlich in diese Welt befördert.

### „Der gute Name“ und „Sich einen Namen machen“
In diesem Zusammenhang spielt der prestigeträchtige und glamouröse Ruf eines Markennamens eine wesentliche Rolle. Die Namen von teuren Luxusmarken werden demonstrativ hervorgehoben und zur Schau gestellt, um seine materielle Potenz sich und anderen zu demonstrieren oder sich selbst zumindest die Illusion von Überfluss zu geben.
In der Hip-Hop-Szene spielt der Name noch eine weitere Rolle: Da eines der vier elementaren Genres der Hip-Hop-Kultur im Writing (Graffiti) besteht, haben Hip-Hopper einen besonderen Bezug zum geschriebenen Wort, insbesondere zum Eigennamen. Der Mythos des Writings besteht darin, sich einen Namen zu machen, also sich durch die an Wände und Objekte angebrachten Namenszüge Bekanntheit und Anerkennung zu erwerben und dadurch u. U. sogar gesellschaftlichen Aufstieg zu erreichen. Wer das erreicht, verdiene Respekt. Deshalb gehört ein Kult um Namen oft zur Hip-Hop-Kultur. Wer diesen Weg geschafft hat, wird von anderen als Idol oder Vorbild verehrt. Erfolgreiche Hip-Hopper inszenieren ihren eigenen Namen nicht selten als eigenständige Marken, gerade im Bereich Kleidung, die dann natürlich auch hier als wirkungsvolle Schriftzüge in Erscheinung treten und von ihren Fans getragen werden.

## Markenskepsis und Konsumkritik
In den Protestbewegungen und Jugendkulturen der 60er und 70er Jahre (68er, Ökologiebewegung, Alternativbewegung usw.) entwickelten sich große Vorbehalte gegen den Status quo der westlichen Konsumgesellschaft. Ausgehend von einer grundsätzlichen Kapitalismuskritik, von sozialen bzw. ökologischen Folgen und kulturkritischer Ansätzen (z. B. aus dem Umfeld von Theodor W. Adorno oder von Guy Debord) standen diese Bewegungen auch den großen Marken der Industrie sehr skeptisch gegenüber. Gerade die erfolgreichen, auf dem Weltmarkt präsenten Markenunternehmen gerieten immer wieder ins Kreuzfeuer der Kritik. Kai-Uwe Hellmann beispielsweise referenziert die Etablierung des Markenbewusstseins als Fortsetzung des von Karl Marx beschriebenen Warenfetisches.
Stattdessen galt teils ein einfaches verantwortungsbewusstes Leben, der Einkauf ökologischer Produkte aus Fairem Handel bei kleinen Handwerkern und in kleinen Läden als politisch korrekt. Dennoch entstanden auch gegenkulturelle Marken, wie z. B. Greenpeace. Diese Tendenz zu Markenskepsis wirkt in weiten Kreisen der Bevölkerung bis heute fort, gerade in gebildeten Bevölkerungskreisen.

## Konsumorientierter Lebensstil und Designermarken
Als Gegenreaktion zu diesen Bewegungen entstanden Ende der 1970er und Anfang der 1980er Jahre hedonistischere und narzisstischere Bewegungen, die sich von diesen weltverbessernden Zielen distanzierten. Popper und Yuppies zelebrieren stattdessen Ästhetik und Luxus, Genuss und Konsum, Karriere und
wirtschaftlichen Erfolg. Sie entwickelten ein ausgeprägtes Bewusstsein für gut gestaltete Produkte. Damit verbunden war eine hohe Wertschätzung für Marken hochwertiger und hoch-kultivierter Produkte, insbesondere für Designermarken. Die Folgen sind Statusmarken und Markenstatus, Markenfans mit Markenkult und Kultmarken.